# William Orbaugh
William Orbaugh (Guatemala, 4 de agosto de 1958)
es un guitarrista guatemalteco.
Se graduó como Bachiller en el Colegio Alemán de Guatemala en el año 1977.
Comenzó a estudiar guitarra clásica con Oscar Putzeys.
Entre 1978 y 1981 vivió en Buenos Aires (Argentina), donde estudió en el Conservatorio Nacional Carlos López Buchardo con el profesor Jorge Martínez Zárate. Allí obtuvo el título de profesor nacional de música especializado en guitarra.
Tuvo clases preparatorias y complementarias con los maestros guatemaltecos José Castañeda y Jorge Sarmientos.
Asistió a festivales y seminarios de perfeccionamiento en Martinica y Porto Alegre (Brasil).
Tomó clases con
Leo Brower,
Alirio Díaz,
Abel Carlevaro,
Alberto Ponce y
Álvaro Pierri, entre otros.
El Gobierno alemán le otorgó una beca de posgrado a través del DAAD (Deutscher Akademischer Austausch Dienst: Servicio Alemán de Intercambio Académico) para estudiar música antigua y barroca (con el laudista Jürgen Hübscher) y música de vanguardia (con el guitarrista Wilhelm Bruck).
Obtuvo su maestría de concertista en la Escuela Superior de Música (en Karlsruhe).

## Recitales y conciertos
Como concertista, ha actuado en las principales ciudades de su país y en diversas ciudades de
Alemania,
Argentina,
Austria,
Brasil,
Costa Rica,
Croacia,
Ecuador,
El Salvador,
España,
Estados Unidos,
Honduras,
Inglaterra,
Israel,
Italia,
México,
Perú,
Puerto Rico,
Rusia,
Suecia y
Venezuela.

## Publicaciones y grabaciones
Ha realizado varias transcripciones y composiciones para guitarra, publicadas por Breitkopf & Hertel y por Gitarre und Laute, y ha grabado seis discos. Los últimos dos, con obras propias.
- 1992 Primer disco compacto:  "Recital"
- 1993 El segundo: "William Orbaugh & The Guatemala Ensemble"  (tres guitarras y una marimba)
- 1996 El tercero: "Nocturnal" ( guitarra sola).
- 1996 Primer Casete con libro de actividades infantil de "Puppenhaus ".
- 1997 Cuarto disco compacto: "América " con el " Ensamble Guatemala "
- 2002 Quinto disco compacto: "Quédate", con composiciones propias.
- 2003 Sexto disco compacto: "William Orbaugh, obras para guitarra", composiciones propias.

## Actividad pedagógica y organizativa
- 1985 a 1989 Profesor de Educación Musical en el Colegio Von Humboldt
- 1990 a 1993 Profesor de Educación Musical en el Colegio Alemán de Guatemala
- Desde 1985 Fundador y director del Centro de Integración Musical (docencia de la guitarra)
- 1993 a 1997 catedrático de la Universidad Francisco Marroquín de Guatemala. (Historia y Apreciación de la Música)
- 1995 a 2008 Catedrático de la Universidad del Valle de Guatemala. (Historia de la Música I y II - Música Contemporánea -

Análisis de la Forma Musical - Orquestación - Contrapunto.)
- 1987 fundador y director artístico del "Festival Internacional de Guitarra en Guatemala".
- 1992 a 2004 Concierto Didáctico de Guitarra (para estudiantes de enseñanza media, realizado en colegios e institutos de todo el país)
- 2003 Taller de Liderazgo (para Maestros del interior de la república, realizado en el Proyecto Cultural El Sitio)
- Desde 2006 miembro del Consejo Cultural de la Municipalidad de Guatemala.
- De enero de 2008 a enero de 2011 director general de las Artes del Ministerio de Cultura y Deportes.

## Actividad en el sector público
- Miembro del Consejo Cultural de la Municipalidad de Guatemala (desde 2006 hasta la fecha).
- Fue director general de las Artes del Ministerio de Cultura y Deportes (2008-2010).
- Fue director de Cooperación Nacional e Internacional del Ministerio de Cultura y Deportes (2011).
- Presidente de la Comisión Interamericana de Cultura de la Organización de Estados Americanos (OEA) (2011).

## Conferencias[5]
- La “Novena Sinfonía” de Beethoven» (en Guatemala y San Salvador).
- «Beethoven entre la V y la VI» (en Guatemala y San Salvador).
- «Réquiem (comparación de los “Réquiems” de Mozart, Verdi y Faurée)» (en Guatemala y San Salvador).
- 1997: «Música histórica: una redefinición de la mal llamada “música clásica”» (Clausura III Congreso Nacional de Historiadores, Guatemala).
- «El origen de la ópera» (en Guatemala y San Salvador).
- «El jazz y la música popular» (conferencia ilustrada para jóvenes de enseñanza media).
- 2001: «El tema amoroso en la música» (Universidad del Valle).
- 2011: «El impacto de la cultura y las industrias culturales en la economía de Guatemala» (reunión de ministros de Cultura y de Educación de Centroamérica, en San Salvador).

## Otras actividades creativas
Autor de las obras escénicas y de teatro:
- "Así que se vaya...", ( Teatro del IGA, temporada 1999 con Mónica Sarmientos y Jorge Ramírez.)
- "La Puerta" ( Teatro del IGA, temporada 2003)
- "Arriba Las Manos", ( Teatro del IGA, temporada 2004)

## Reconocimientos
- Medalla "Centenario de Heitor Villa-Lobos" conferida en 1988 por el Ministerio de Cultura del Brasil.
- "Premio Opus a la Música" conferida por el Patronato de Bellas Artes de Guatemala en 1992.
- Premio Tzij a la mejor producción discográfica de 1995, conferida por la Cámara de Locutores de Guatemala.[5]